# Battaglia delle isole Santa Cruz
La battaglia delle isole di Santa Cruz fu combattuta tra il 26 e il 27 ottobre 1942 nelle acque a nord-est dell'arcipelago delle isole Santa Cruz nell'oceano Pacifico meridionale, nell'ambito dei più vasti eventi della campagna di Guadalcanal della seconda guerra mondiale.
Mentre le truppe di terra dell'Impero giapponese stavano attaccando il perimetro difensivo allestito dalle forze statunitensi sull'isola di Guadalcanal, le portaerei della Marina imperiale giapponese si spostarono nei pressi delle isole Salomone meridionali, in una posizione da cui speravano di poter ingaggiare e sconfiggere definitivamente le forze navali statunitensi, ed in particolar modo le loro portaerei, che contrastavano l'offensiva terrestre in corso a Guadalcanal. Le portaerei della United States Navy, a loro volta, uscirono in mare nella speranza di incontrare le forze giapponesi e infliggere loro un duro colpo.
Le due flotte si confrontarono nella mattina del 26 ottobre; lo scontro fu sostenuto esclusivamente dagli aerei imbarcati sulle portaerei con varie ondate di attacchi lanciati in simultanea dai due contendenti, senza che le due flotte arrivassero mai a una distanza tale da potersi ingaggiare a vicenda con il fuoco dei cannoni. La forza statunitense agli ordini dell'ammiraglio Thomas Kinkaid, composta principalmente dalle portaerei USS Enterprise ed USS Hornet, colpì duramente la squadra navale dell'ammiraglio Nobutake Kondō, danneggiando gravemente le portaerei Shokaku e Zuiho e l'incrociatore Chikuma; contemporaneamente, però, anche i velivoli giapponesi inflissero pesanti danni alla squadra statunitense, affondando la portaerei Hornet e danneggiando gravemente la Enterprise, rimasta così l'unica portaerei statunitense operativa nel Pacifico in quel momento. Le restanti forze di Kinkaid si ritirarono con il favore del buio, mentre le perdite subite impedirono a Kondō di inseguirle con decisione.
Anche se il Giappone ottenne una apparente vittoria tattica (in termini di navi affondate e danneggiate), la perdita di molti equipaggi di aerei, veterani e spesso insostituibili, costituì nel lungo termine un vantaggio strategico per gli Alleati, le cui perdite furono relativamente basse. Dopo questo pur vittorioso scontro, le portaerei giapponesi non riuscirono più a giocare un ruolo significativo nella campagna.

## Antefatti

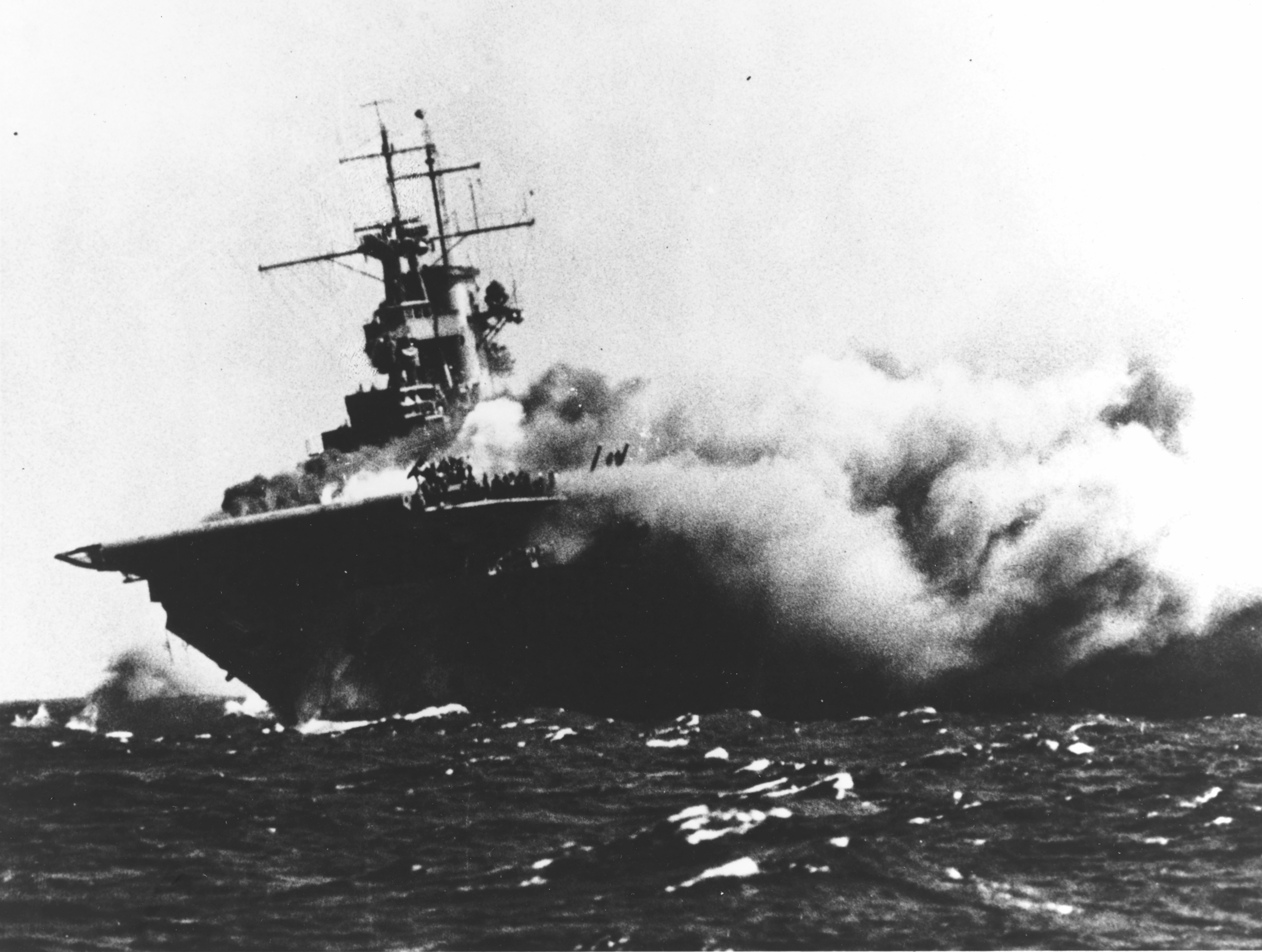
La Wasp in fiamme dopo essere stata silurata da un sommergibile giapponese il 15 settembre 1942

Il 7 agosto 1942 le forze degli Alleati (principalmente truppe statunitensi) sbarcarono sulle isole di Guadalcanal, Tulagi e Florida nell'arcipelago delle Isole Salomone, occupate dai giapponesi; l'azione era volta a impedire che queste isole divenissero basi militari da cui i giapponesi potevano minacciare le rotte di rifornimento tra l'Australia e gli Stati Uniti, nonché per sfruttare le stesse come punti d'appoggio per eventuali azioni contro la grande base navale giapponese di Rabaul. Gli sbarchi diedero quindi il via a una campagna militare per terra, cielo e mare della durata di sei mesi.
Dopo la battaglia delle Salomone Orientali il 24-25 agosto 1942, nel corso della quale la portaerei statunitense USS Enterprise era stata gravemente danneggiata al punto da essere messa fuori combattimento per un mese, tre task force di portaerei della US Navy erano rimaste a incrociare nelle acque del Pacifico meridionale. Le task force facevano capo alle portaerei USS Wasp, USS Saratoga e USS Hornet con l'aggiunta dei rispettivi gruppi aerei imbarcati e di unità d'appoggio di superficie come navi da battaglia, incrociatori e cacciatorpediniere; le task force erano dislocate prevalentemente nello spazio di mare tra le Salomone e le Nuove Ebridi, da dove potevano sorvegliare le rotte di collegamento con le principali basi alleate nella Nuova Caledonia e ad Espiritu Santo, supportare i reparti a terra a Guadalcanal e Tulagi, coprire i movimenti delle navi di rifornimento dirette a queste isole e ingaggiare qualsiasi forza navale nipponica che fosse giunta a tiro.
L'area di oceano in cui operavano le portaerei statunitensi era del resto stata ribattezzata Torpedo Junction ("Svincolo siluri") per via della forte concentrazione di sommergibili giapponesi nella zona. Il 31 agosto la Saratoga fu silurata dal sommergibile giapponese I-26 venendo messa fuori combattimento per le riparazioni per i successivi tre mesi, un incidente che comportò la rimozione dell'ammiraglio Frank Fletcher dal comando generale delle portaerei statunitensi. Il 14 settembre fu invece la Wasp a essere raggiunta da tre siluri lanciati dal sommergibile I-19: senza energia elettrica, le squadre di controllo danni non riuscirono a contenere i vasti incendi scoppiati a bordo e la nave dovette essere abbandonata e affondata. Anche la nave da battaglia USS North Carolina e il cacciatorpediniere USS O'Brien furono colpiti nel corso dello stesso attacco: la prima rimase fuori combattimento fino al 16 novembre 1942, il secondo colò a picco.
Sebbene agli statunitensi fosse rimasta un'unica portaerei operativa nella zona (la Hornet), gli Alleati mantenevano una certa superiorità aerea sopra le Salomone meridionali grazie ai velivoli di base a terra all'aeroporto di Henderson Field su Guadalcanal; tuttavia tali velivoli non erano in grado di operare nelle ore di buio, durante le quali i giapponesi potevano portare a termine tutti i movimenti navali nei dintorni di Guadalcanal che desideravano. Ciò portò a un sostanziale stallo tra le due parti, con i convogli statunitensi che sbarcavano truppe e rifornimenti sull'isola di giorno e i giapponesi che facevano lo stesso di notte con veloci unità da guerra (il cosiddetto "Tokyo Express"); per ottobre, entrambe le parti avevano sostanzialmente lo stesso numero di truppe schierate a Guadalcanal. Questo stallo fu brevemente interrotto nella notte tra l'11 e il 12 ottobre, quando navi statunitensi intercettarono e sconfissero una forza navale giapponese diretta a bombardare Henderson Field nel corso della battaglia di Capo Speranza; appena due notti dopo, tuttavia, un'altra squadra navale giapponese riuscì a portarsi a tiro di Henderson Field, distruggendo nel seguente bombardamento la maggior parte dei velivoli statunitensi lì stanziati e infliggendo danni gravi all'aeroporto che richiesero diverse settimane per poter essere riparati.
Gli statunitensi decisero di intraprendere due azioni per tentare di rompere lo stallo della battaglia. Come prima cosa, i lavori di riparazione della danneggiata portaerei Enterprise furono accelerati in modo che la nave potesse tornare al più presto possibile in zona d'operazioni: dopo aver ricevuto il 10 ottobre un nuovo gruppo aereo imbarcato (Air Group 10), il 16 ottobre la Enterprise salpò da Pearl Harbor e il 24 ottobre si ricongiunse alla Hornet e al resto delle forze navali alleate nel sud Pacifico a circa 270 miglia nautiche a nord-est di Espiritu Santo. In secondo luogo, il 18 ottobre il comandante in capo delle forze alleate nel Pacifico, ammiraglio Chester Nimitz, sostituì il comandante delle forze nel sud Pacifico viceammiraglio Robert Ghormley con il viceammiraglio William Halsey: Nimitz riteneva che Ghormley fosse divenuto troppo pessimista e di corte vedute per poter guidare con efficienza le forze alleate nella dura lotta attorno a Guadalcanal, mentre all'opposto Halsey si era fatto in seno alla flotta una fama di aggressivo combattente. Dopo aver assunto il comando, Halsey iniziò immediatamente a stendere
piani per attirare in battaglia le forze navali giapponesi.
Anche i giapponesi stavano cercando un modo per attirare gli statunitensi in quella che speravano potesse essere la battaglia decisiva della campagna. Due portaerei di squadra, la Hiyo e la Junyo, e una portaerei leggera, la Zuiho, arrivarono alla base navale di Truk dal Giappone all'inizio di ottobre, unendosi alle due portaerei già presenti in zona (la Shokaku e la Zuikaku): con cinque portaerei completamente equipaggiate, sostenute da una numerosa squadra di navi da battaglia, incrociatori e cacciatorpediniere, il comandante della Flotta Combinata nipponica ammiraglio Isoroku Yamamoto riteneva di avere forze sufficienti per vendicare la precedente decisiva sconfitta giapponese nella battaglia delle Midway. Tranne che per un paio di incursioni aeree su Henderson Field in ottobre, le portaerei giapponesi rimasero a incrociare nella zona a nord-ovest delle Salomone, tenendosi fuori dagli scontri nell'area di Guadalcanal e aspettando l'occasione giusta per ingaggiare in battaglia le portaerei statunitensi; questa sembrò presentarsi il 20 ottobre, quando le truppe di terra giapponesi a Guadalcanal iniziarono a sferrare una grande offensiva ai danni delle forze statunitensi: le unità di Yamamoto presero quindi a spostarsi a sud delle Salomone, sia per sostenere l'offensiva terrestre che per tenersi pronte a ingaggiare qualunque unità nemica, e in special modo le portaerei, che si fosse avvicinata per fornire appoggio ai difensori di Guadalcanal.

## Ordini di battaglia
Forze giapponesi:

Viceammiraglio Nobutake Kondō
- Forza avanzata - viceammiraglio Nobutake Kondō
  - Portaerei Junyo
  - Navi da battaglia Kongo e Haruna
  - Incrociatori pesanti Atago (nave ammiraglia), Takao, Myoko e Maya
  - Incrociatore leggero Isuzu
  - Cacciatorpediniere Makinami, Kawakaze, Suzukaze, Naganami, Umikaze, Kuroshio, Hayashio, Oyashio e Kagero
- Corpo principale - viceammiraglio Chūichi Nagumo
  - Portaerei Shokaku (nave ammiraglia) e Zuikaku
  - Portaerei leggera Zuiho
  - Incrociatore pesante Kumano
  - Cacciatorpediniere Hatsukaze, Yukikaze, Maikaze, Hamakaze, Amatsukaze, Tokitsukaze, Arashi e Teruzuki
- Avanguardia - retroammiraglio Hiroaki Abe
  - Navi da battaglia Hiei (nave ammiraglia) e Kirishima
  - Incrociatori pesanti Suzuya, Tone e Chikuma
  - Incrociatore leggero Nagara
  - Cacciatorpediniere Makigumo, Akigumo, Urakaze, Kazagumo, Yugumo, Tanikaze e Isokaze

 Forze statunitensi:

Retroammiraglio Thomas Kinkaid
- Task Force 16 - retroammiraglio Thomas Kinkaid
  - Portaerei USS Enterprise (nave ammiraglia)
  - Nave da battaglia USS South Dakota
  - Incrociatore pesante USS Portland
  - Incrociatore leggero USS San Juan
  - Cacciatorpediniere USS Porter, USS Mahan, USS Cushing, USS Preston, USS Smith, USS Maury, USS Conyngham, e USS Shaw
- Task Force 17 - retroammiraglio George Murray
  - Portaerei USS Hornet (nave ammiraglia)
  - Incrociatori pesanti USS Northampton e USS Pensacola
  - Incrociatori leggeri USS San Diego e USS Juneau
  - Cacciatorpediniere USS Morris, USS Anderson, USS Hughes e USS Mustin

## La battaglia

### Preludio

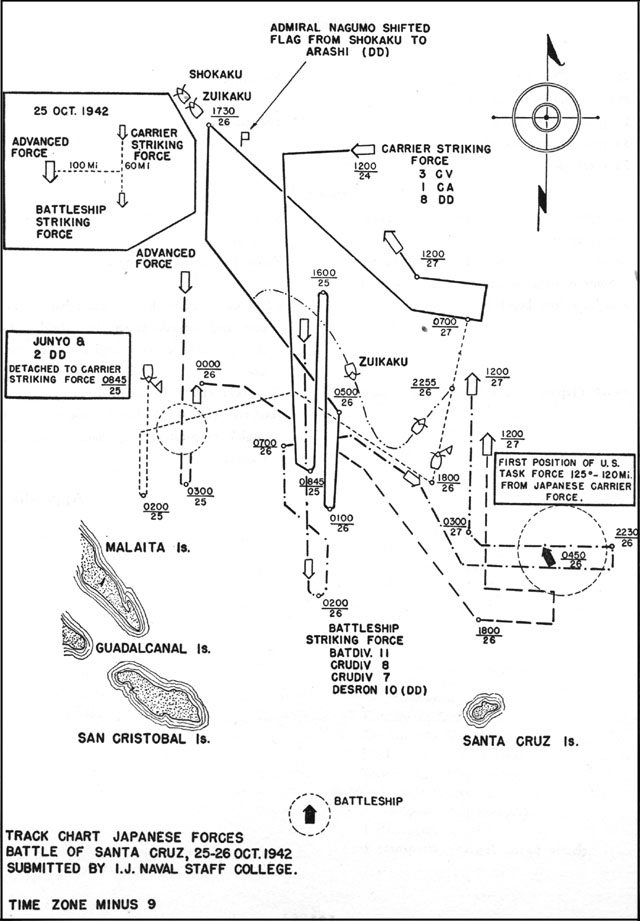
Schema dei movimenti delle opposte flotte tra il 25 e il 26 ottobre 1942

Erroneamente informata circa il fatto che le truppe di terra nipponiche avevano occupato la base di Henderson Field a Guadalcanal, la flotta giapponese si portò nei dintorni dell'isola la mattina del 25 ottobre; aerei statunitensi di base a terra sferrarono subito un attacco alla squadra nipponica, affondando l'incrociatore leggero Yura e danneggiando il cacciatorpediniere Akizuki. A dispetto del fallimento dell'esercito nell'occupare le basi di terra statunitensi a Guadalcanal, la Flotta Combinata nipponica rimase a incrociare a sud delle Salomone per tutto il 25 ottobre, nella speranza di imbattersi in una forza navale nemica; la squadra giapponese si era ridotta però a quattro portaerei, visto che la Hiyo era dovuta rientrare a Truk il 22 ottobre per riparare i danni causati da un incendio accidentale scoppiato a bordo.
Le unità giapponesi furono divise in tre gruppi: la "forza avanzata" al comando del viceammiraglio Nobutake Kondō comprendeva la portaerei Junyo scortata da due navi da battaglia, quattro incrociatori pesanti e uno leggero, e 10 cacciatorpediniere; il "corpo principale" comprendeva le altre tre portaerei oltre a un incrociatore pesante e otto cacciatorpediniere, tutti agli ordini del viceammiraglio Chūichi Nagumo; infine l'"avanguardia" del retroammiraglio Hiroaki Abe schierava due navi da battaglia, tre incrociatori pesanti e uno leggero e sette cacciatorpediniere. Oltre a controllare direttamente la "forza avanzata", il viceammiraglio Kondo aveva il comando generale di tutte le unità giapponesi.
Dal lato statunitense, i task group statunitensi facenti capo alla Hornet e alla Enterprise, entrambi sotto il comando generale del retroammiraglio Thomas Kinkaid, erano rimasti a incrociare a nord delle Isole Santa Cruz per tutto il 25 ottobre alla ricerca di navi nemiche. Le forze statunitensi erano divise in due gruppi principali capitanati ciascuno da una portaerei, separati l'uno dall'altro da circa 10 miglia nautiche di mare. Un idrovolante Consolidated PBY Catalina statunitense di base sulle Santa Cruz individuò la "forza avanzata" di Kondo intorno alle 11:00, ma le unità giapponesi si trovavano ancora a circa 355 miglia dalle navi di Kinkaid, poco oltre il raggio d'azione dei velivoli imbarcati. Sperando di poter ingaggiare il nemico quel giorno, Kinkaid ordinò di dirigere sui giapponesi a tutto vapore e, alle 14:25, lanciò una forza d'attacco di 23 velivoli; i giapponesi avevano tuttavia avvistato a loro volta il Catalina e, non conoscendo ancora la posizione delle portaerei statunitensi, avevano virato a nord per tenersi fuori tiro: di conseguenza, l'attacco di Kinkaid andò a vuoto e i velivoli statunitensi rientrarono sulle loro portaerei senza aver avvistato alcuna nave nemica.

### Iniziano gli attacchi

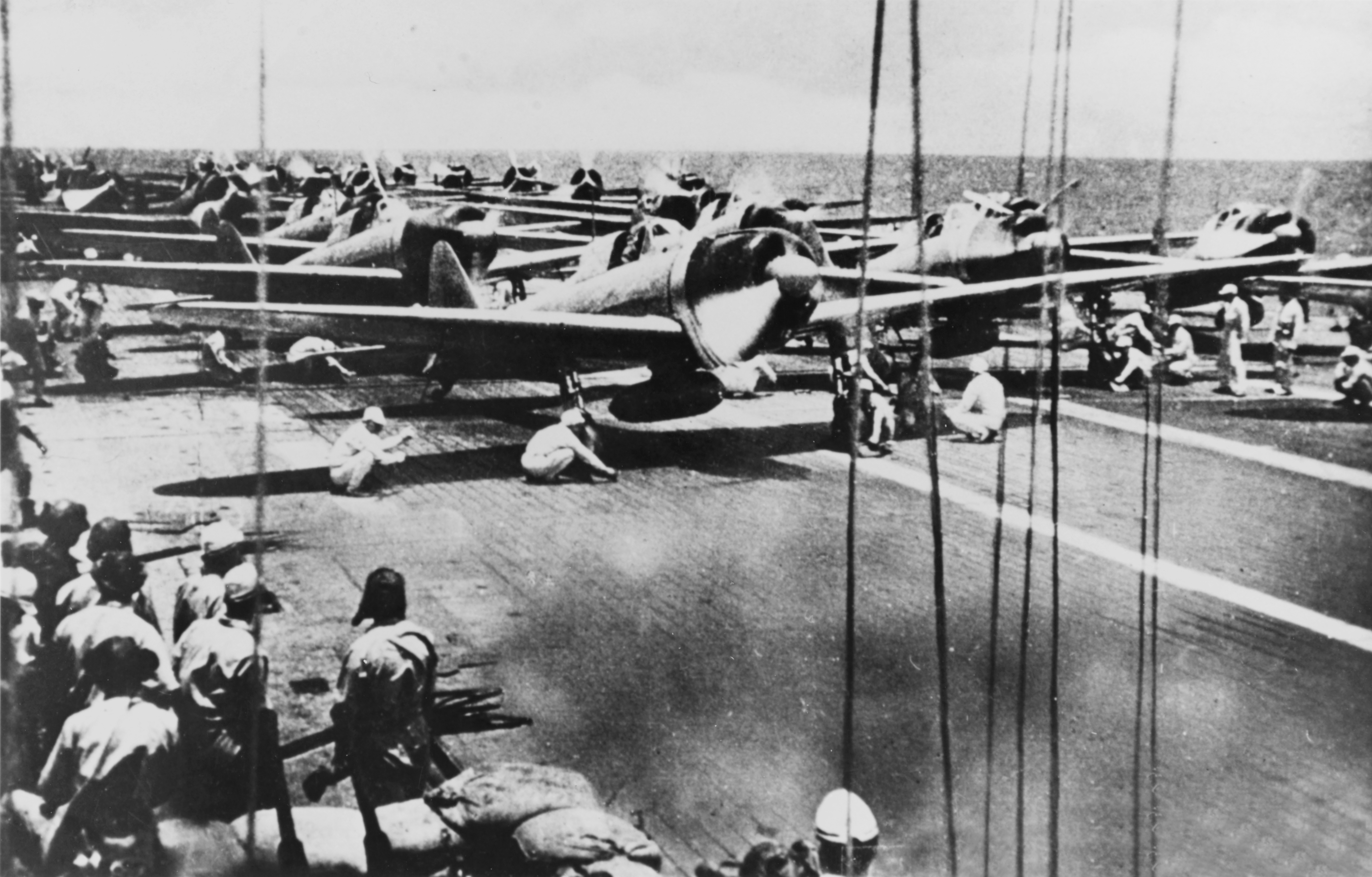
Caccia "Zero" schierati sul ponte della Shokaku scaldano i motori in vista del lancio il 26 ottobre 1942

Alle 02:50 del 26 ottobre la flotta giapponese invertì la rotta e le due opposte forze iniziarono a serrare le distanze, fino a trovarsi a circa 200 miglia di distanza l'una dall'altra per le 05:00; entrambi gli schieramenti fecero alzare degli aerei da ricognizione e si prepararono a far decollare i velivoli d'attacco non appena il nemico fosse stato avvistato. Sebbene un idrovolante Catalina dotato di radar avesse avvistato le portaerei nipponiche alle 03:10, il rapporto non giunse a Kinkaid fino alle 05:12; stimando che in queste due ore i giapponesi avessero probabilmente cambiato rotta, l'ammiraglio decise di non lanciare alcun attacco finché non fossero giunte informazioni più precise sulla posizione corrente della flotta nemica.
Alle 06:45 un ricognitore statunitense avvistò il "corpo principale" di Nagumo, mentre pochi minuti più tardi, alle 06:58, fu un velivolo giapponese a individuare la posizione del gruppo da battaglia della Hornet. Entrambe le parti si diedero da fare per essere le prime ad attaccare: i giapponesi riuscirono a catapultare per primi alle 07:40 una forza d'attacco dalle portaerei di Nagumo, composta da 64 velivoli di cui 21 bombardieri in picchiata Aichi D3A "Val", 20 aerosiluranti Nakajima B5N "Kate", 21 caccia Mitsubishi A6M "Zero" e due B5N "Kate" da ricognizione; questa forza d'attacco era agli ordini del tenente comandante Shigeharu Murata, con i caccia di copertura guidati dai tenenti Ayao Shirane e Moriyasu Hidaka. Mentre i giapponesi facevano decollare i loro velivoli, tuttavia, due bombardieri in picchiata statunitensi Douglas SBD Dauntless arrivarono sulla scena rispondendo alla chiamata del primo ricognitore che aveva avvistato il nemico: svicolando tra i caccia della pattuglia aerea da combattimento nipponica, dispersisi nel tentativo di intercettare i ricognitori nemici, i due bombardieri picchiarono sulla Zuiho centrandola con due bombe. La portaerei subì gravi danni, e gli squarci aperti sul suo ponte di volo impedivano ora il decollo e l'appontaggio di qualsiasi velivolo.

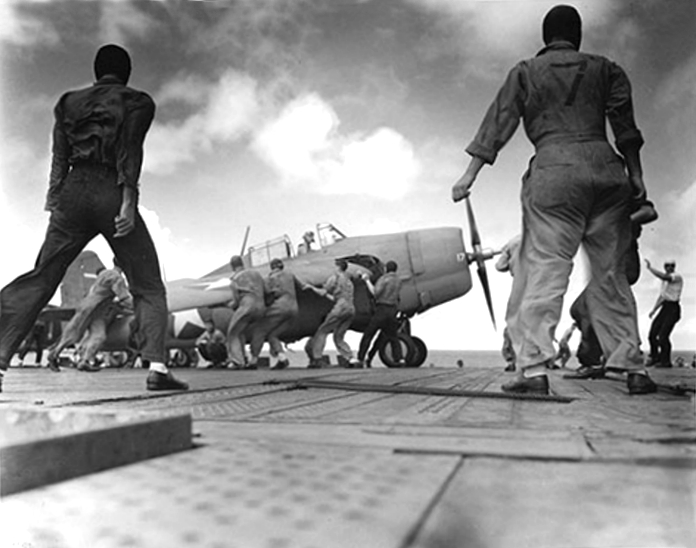
Un caccia Wildcat statunitense si prepara al decollo dal ponte della Enterprise il 26 ottobre 1942

Nel mentre, Kondo ordinò all'avanguardia di Abe di procedere a tutta forza nel tentativo di intercettare e ingaggiare le navi statunitensi in un combattimento di superficie; lo stesso Kondo ordinò poi alla sua "forza avanzata" di procedere alla massima velocità possibile in modo che anche i velivoli della Junyo potessero unirsi all'attacco alle navi statunitensi. Alle 08:10 la Shokaku lanciò una seconda ondata d'attacco forte di 19 bombardieri "Val" e cinque "Zero" di scorta, mentre alle 08:40 dalla Zuikaku decollarono 16 aerosiluranti "Kate" e quattro "Zero" di scorta; questa seconda forza d'attacco era agli ordini del tenente comandante Mamoru Seki, con i caccia di copertura guidati dal tenente Hideki Shingo. Per le 09:10 i giapponesi avevano 110 velivoli in rotta per attaccare le navi statunitensi.
Le portaerei statunitensi stavano correndo circa 20 minuti indietro rispetto ai giapponesi. Puntando sul fatto che un attacco immediato fosse più efficace di un attacco massiccio, e poiché vi era poco carburante per assemblare una forza d'attacco prima di spedirla incontro al nemico, i velivoli statunitensi procedettero verso i loro obiettivi divisi in piccoli gruppi invece di unirsi in una formazione compatta come avevano fatto gli aerei giapponesi. Il primo gruppo, guidato dal tenente comandante William J. "Gus" Widhelm della Hornet, consisteva in 15 bombardieri SBD Dauntless, sei aerosiluranti Grumman TBF Avenger e otto caccia Grumman F4F Wildcat, e prese il volo a partire dalle 08:00; un secondo gruppo agli ordini del comandante Richard K. Gaines, con tre SBD Dauntless, nove TBF Avenger e otto F4F Wildcat della Enterprise, decollò alle 08:10, seguito da un terzo gruppo agli ordini del comandante Walter F. Rodee alle 08:20 composto da nove SBD Dauntless, dieci TBF Avenger e sette F4F Wildcat della Hornet.

### Gli attacchi alle navi giapponesi

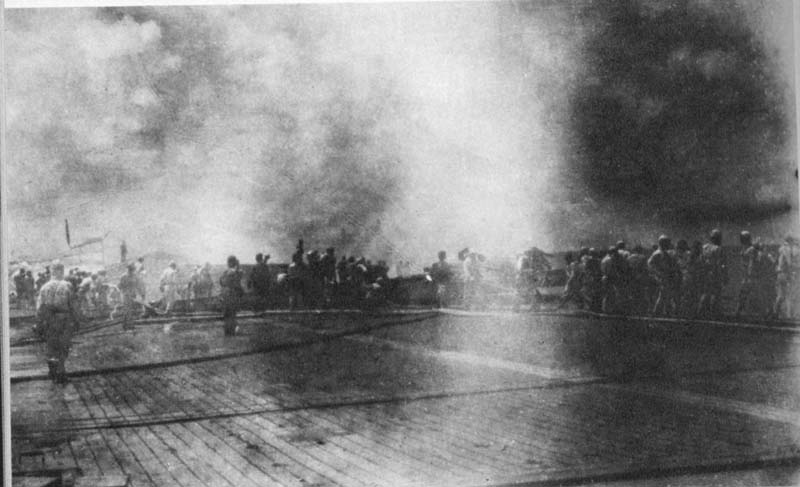
L'equipaggio della Shokaku lotta con le fiamme dopo che la portaerei è stata colpita dai bombardieri statunitensi

Alle 08:40 le due opposte forze d'attacco si incrociarono mentre erano in volo verso i rispettivi obiettivi. I nove caccia "Zero" della Zuiho guidati dal tenente Hidaka si lanciarono all'attacco del gruppo decollato dalla Enterprise, piombando sui velivoli statunitensi con il sole alle spalle: nella battaglia aerea che ne seguì quattro "Zero", tre caccia Wildcat e due aerosiluranti Avenger furono abbattuti, mentre altri due Avenger e un Wildcat dovettero tornare verso la Enterprise a causa dei danni patiti (solo il caccia riuscì ad appontare con successo). Esaurite le munizioni, i restanti cinque "Zero" di Hidaka si ritirarono dall'azione.
Alle 08:50 i primi velivoli della Hornet avvistarono le navi dell'avanguardia di Abe, seguite poco dopo dalle portaerei del "corpo principale" di Nagumo che costituivano il loro principale obiettivo. Tre "Zero" della Zuiho attaccarono i Wildcat separandoli dai bombardieri che dovevano scortare, i quali si ritrovarono così a dover procedere con l'attacco senza alcuna protezione; dodici "Zero" della pattuglia da combattimento nipponica si lanciarono sui bombardieri Dauntless statunitensi, abbattendone due (tra cui il velivolo del comandante Widhelm, il quale tuttavia sopravvisse allo schianto in mare) e costringendone altri due ad abortire l'attacco. I restanti undici Dauntless si lanciarono sulla Shokaku alle 09:27, colpendola tra le tre e le sei volte causando gravi danni all'interno dello scafo e ampi squarci sul ponte di volo; l'ultimo bombardiere della formazione sganciò invece il suo ordigno nelle vicinanze del cacciatorpediniere Teruzuki, causandogli danni minori. I sei aerosiluranti Avenger della prima ondata, rimasti separati dal resto del gruppo, mancarono l'intercettamento con le portaerei nipponiche e invertirono la rotta per rientrare sulla Hornet; sulla via del rientro i velivoli avvistarono e attaccarono l'incrociatore pesante Tone della forza d'avanguardia di Abe, ma nessun siluro andò a segno.

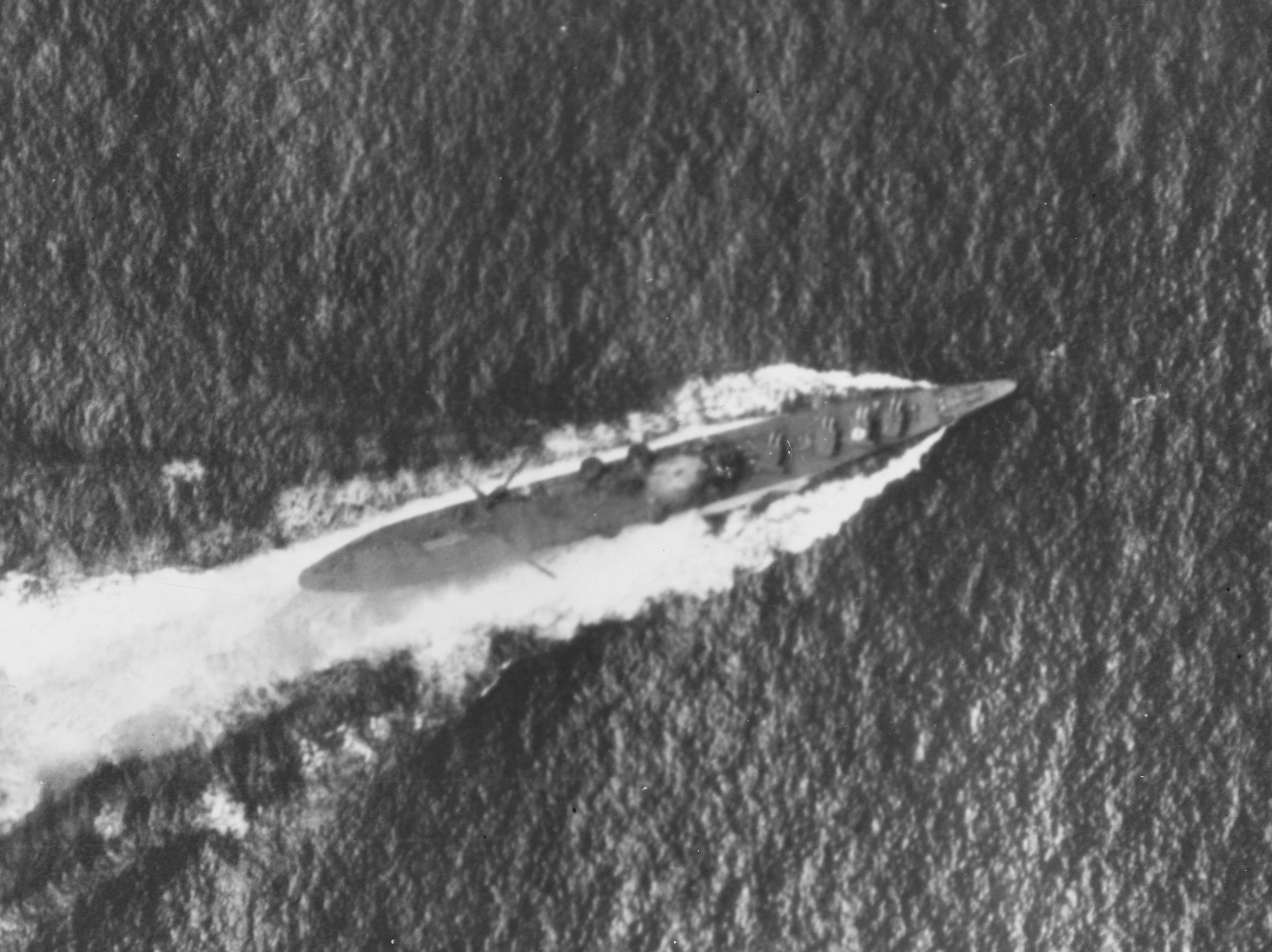
L'incrociatore Chikuma fotografato da uno dei velivoli della Enterprise che lo attaccarono; una colonna di fumo si alza a centro nave, nel punto di impatto di una delle bombe che danneggiarono l'unità

Anche gli Avenger della Enterprise, parte del secondo gruppo d'attacco statunitense, mancarono l'intercettamento con le portaerei di Nagumo e sferrarono invece un attacco all'incrociatore pesante Suzuya della squadra di Abe, senza tuttavia riuscire a colpirlo. Più o meno nello stesso momento, i nove Dauntless della Hornet, parte del terzo gruppo d'attacco, individuarono a loro volta le navi di Abe e si lanciarono sull'incrociatore pesante Chikuma, colpendolo con due bombe che causarono pesanti danni; poco dopo, tre Dauntless della Enterprise giunsero sulla scena e attaccarono a loro volta il Chikuma, causando ulteriori danni con un centro e due colpi caduti nelle vicinanze. Infine, anche i nove Avengers del terzo gruppo d'assalto si lanciarono sullo scafo fumante del Chikuma, sebbene solo uno dei siluri lanciati colpisse l'incrociatore; scortato da due cacciatorpediniere, il Chikuma abbandonò l'azione e ripiegò alla volta di Truk.

### Gli attacchi alle navi statunitensi
Le portaerei statunitensi furono avvisate dell'imminente attacco nemico alle 08:30, quando i loro stessi velivoli riferirono dell'incontro a mezza strada con la forza d'attacco giapponese; alle 08:52 i velivoli nipponici avvistarono il gruppo della Hornet (la Enterprise era invece nascosta agli occhi nemici da uno spesso fronte nuvoloso temporalesco), e si lanciarono all'attacco. Alle 08:55 i velivoli giapponesi comparvero sugli schermi radar delle portaerei statunitensi a una distanza di 35 miglia e 37 caccia Wildcat si lanciarono al loro intercettamento; problemi di comunicazione, errori dei controllori di volo e le ancora primitive procedure di guida via radar delle formazioni fecero però sì che solo una manciata di caccia riuscisse a raggiungere la forza nemica prima che i velivoli giapponesi potessero lanciarsi all'attacco della Hornet. Sebbene i Wildcat riuscissero ad abbattere diversi bombardieri in picchiata, la maggior parte degli aerei giapponesi riuscì ad iniziare i suoi attacchi senza essere molestata dal nemico
Alle 09:09 venti aerosiluranti "Kate" e sedici bombardieri "Val" attaccarono le navi statunitensi accolti da un violento fuoco dell'artiglieria antiaerea. Alle 09:12 un "Val" riuscì a piazzare una bomba proprio al centro del ponte di volo della Hornet: l'ordigno penetrò tre ponti prima di esplodere, uccidendo 60 uomini; pochi secondi dopo, una seconda bomba colpì il ponte di volo, detonando all'impatto e causando un buco largo 3,4 metri oltre ad altre 30 vittime tra l'equipaggio. Una terza bomba centrò la Hornet pochi minuti dopo vicino al primo punto d'impatto, penetrando tre ponti prima di esplodere causando ulteriori gravi danni ma non vittime umane. Alle 09:14 il "Val" pilotato dal sergente Shigeyuki Sato, colpito e incendiato dall'antiaerea della Hornet, 
si schiantò deliberatamente contro il fumaiolo della portaerei, uccidendo sette uomini e spargendo carburante in fiamme sul ponte dei segnali.
Mentre i "Val" si accanivano sulla Hornet, gli aerosiluranti "Kate" mossero all'attacco arrivando da due direzioni diverse; sebbene l'antiaerea riuscisse ad abbattere diversi velivoli, tra cui quello del comandante Murata che rimase ucciso, due siluri colpirono la fiancata della Hornet tra le 09:13 e le 09:17, mettendo fuori uso le macchine della portaerei. Con la Hornet immobile, un "Val" danneggiato si schiantò deliberatamente sul fianco della nave, dando il via a un incendio vicino al serbatoio principale del carburante avio. I velivoli giapponesi si allontanarono alle 09:20, lasciando la Hornet immobile nell'acqua e in preda a vasti incendi; venticinque aerei giapponesi e sei caccia statunitensi erano stati abbattuti nel corso della battaglia. Con l'assistenza dei cacciatorpediniere della scorta, gli incendi in corso sulla Hornet furono domati intorno alle 10:00; i feriti furono evacuati e l'incrociatore pesante USS Northampton tentò di prendere a rimorchio la portaerei per trascinarla via dal luogo dello scontro.
A partire dalle 09:30 la Enterprise iniziò a prendere a bordo i caccia della pattuglia aerea da combattimento e i ricognitori di entrambe le portaerei statunitensi, danneggiati negli scontri con i giapponesi o a corto di carburante; tuttavia, con il suo ponte di volo ingombro di aerei e la seconda ondata giapponese localizzata sui radar, la Enterprise sospese le operazioni di appontaggio alle 10:00, costringendo i velivoli a corto di carburante ad ammarare nell'oceano mentre i cacciatorpediniere della scorta provvedevano a recuperarne gli equipaggi. Un Avenger della Enterprise, danneggiato nello scontro con gli "Zero" della Zuiho, ammarò in acqua nelle vicinanze del cacciatorpediniere USS Porter: mentre si avvicinava per soccorrere l'equipaggio il Porter fu colpito in pieno da un siluro, secondo alcune fonti lanciato dal sommergibile giapponese I-21 che incrociava in zona oppure secondo altre partito accidentalmente dallo stesso velivolo danneggiato, che causò gravi danni e 15 morti tra l'equipaggio. Kinkaid ordinò di abbandonare l'unità, e il cacciatorpediniere USS Shaw si avvicinò per evacuarne l'equipaggio e procedere quindi ad affondare il relitto del Porter con il fuoco dei suoi cannoni.

### Successivi attacchi

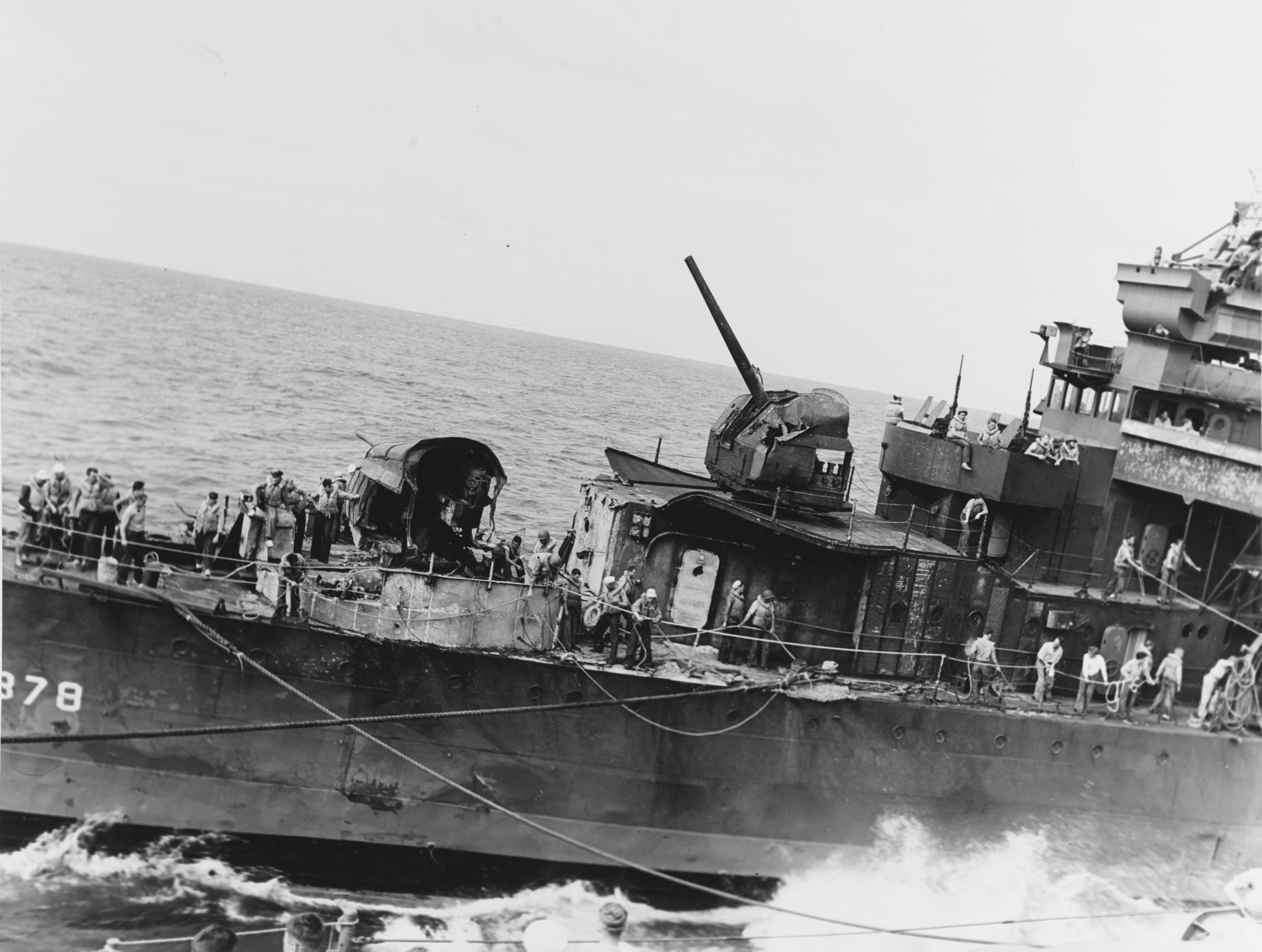
Il ponte del cacciatorpediniere Smith, gravemente danneggiato dallo schianto di un velivolo giapponese

Mentre i velivoli della prima ondata nipponica rientravano sulle portaerei dopo il riuscito attacco alla Hornet, uno di essi avvistò il gruppo da battaglia della Enterprise mentre emergeva fuori dal fronte temporalesco, riferendone la posizione al comando nipponico. La seconda ondata d'attacco fu quindi dirottata verso questo nuovo bersaglio, iniziando gli attacchi alle 10:08; ancora una volta i Wildcat della pattuglia di combattimento tardarono a intercettare i velivoli attaccanti, abbattendo solo due dei 19 bombardieri "Val" prima che potessero iniziare la picchiata d'attacco sulla portaerei. Avanzando attraverso l'intenso fuoco antiaereo delle navi statunitensi i "Val" colpirono la Enterprise con due bombe, mentre un terzo ordigno cadde nelle vicinanze dello scafo: le seguenti detonazioni uccisero 44 uomini e ne ferirono altri 75, causando anche gravi danni e bloccando nella posizione di sollevato l'elevatore di prua. Dieci bombardieri giapponesi furono abbattuti nell'attacco (tra cui quello del comandante Seki, rimasto ucciso), con altri due che si schiantarono in mare per i danni durante il volo di rientro.
Venti minuti dopo, i 16 aerosiluranti "Kate" della Zuikaku arrivarono in vista della Enterprise e si divisero per attaccarla da più direzioni. Due Wildcat si avventarono su uno dei gruppi abbattendo tre "Kate" e danneggiandone un quarto, ma quest'ultimo si schiantò deliberatamente sul cacciatorpediniere USS Smith uccidendo 57 uomini e appiccando un vasto incendio, che fu domato solo dopo che il comandante dello Smith ebbe virato per portare la nave contro le onde sollevate dalla vasta scia della nave da battaglia USS South Dakota; lo Smith poté quindi riprendere il suo posto nello schieramento e continuare il fuoco antiaereo contro i velivoli nemici. I "Kate" lanciarono i loro ordigni ai danni della Enterprise, della South Dakota e dell'incrociatore pesante USS Portland, ma tutti i siluri furono schivati senza danni per gli statunitensi; i velivoli giapponesi si ritirarono alle 10:53, dopo aver perso nove dei loro aerosiluranti. Dopo aver domato gli incendi a bordo, la Enterprise riaprì il suo ponte di volo alle 11:15 per permettere l'appontaggio dei velivoli delle ondate d'attacco statunitensi lanciate quella mattina; tuttavia, solo pochi aerei riuscirono ad appontare prima che un'altra ondata d'attacco giapponese arrivasse sulla scena, portando a una nuova chiusura delle operazioni di volo sulla Enterprise.

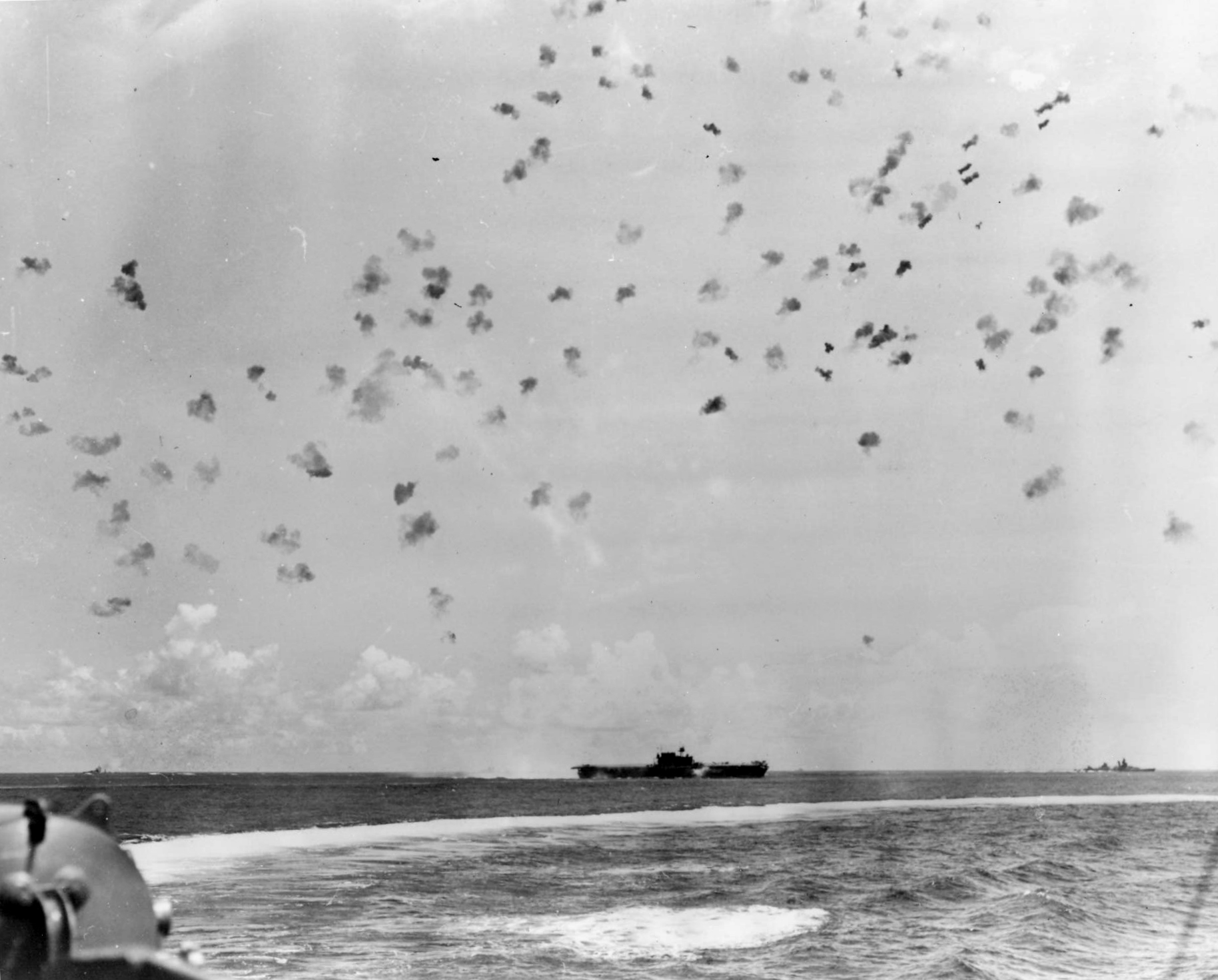
Sbuffi di fumo delle esplosioni della contraerea sovrastano la portaerei Enterprise durante la battaglia

Tra le 09:05 e le 09:14 la Junyo si era portata a una distanza di 280 miglia dalla flotta statunitense, lanciando quindi un'ondata di attacco forte di 17 bombardieri "Val" e 12 caccia "Zero" di scorta; nel mentre la "forza avanzata" di Kondo e il "corpo centrale" di Nagumo manovrarono per unirsi in un'unica formazione. Alle 11:21 i "Val" della Junyo avvistarono il gruppo della Enterprise e picchiarono per attaccarlo: i bombardieri piazzarono un colpo ravvicinato sulla portaerei, che accusò comunque diversi danni, e un centro ciascuno sulla South Dakota e sull'incrociatore leggero USS San Juan, i quali invece riportarono solo danni leggeri; otto "Val" furono abbattuti nell'attacco e altri tre si schiantarono in mare durante il volo di rientro.
Alle 11:35, con la Hornet fuori uso, la Enterprise danneggiata e la prospettiva di dover affrontare ancora una o due portaerei giapponesi intatte, Kinkaid decise di ritirare il gruppo della Enterprise dalla battaglia; il gruppo della Hornet fu lasciato indietro, con l'ordine di ritirarsi come meglio poteva. Tra le 11:39 e le 13:22 la Enterprise recuperò 57 dei 73 velivoli statunitensi ancora in volo, mentre uno dei velivoli della Hornet riuscì in qualche modo a raggiungere una base aerea a Espiritu Santo; i restanti velivoli si schiantarono in mare e i loro equipaggi furono soccorsi dai cacciatorpediniere. Nel mentre, tra le 11:40 e le 14:00 la Zuikaku e la Junyo recuperarono i velivoli delle ondate d'attacco giapponesi, preparandosi a lanciare ulteriori attacchi; le pesanti perdite riportate quella mattina erano divenute tuttavia evidenti, e impressionarono diversi alti ufficiali nipponici.

### La fine della battaglia

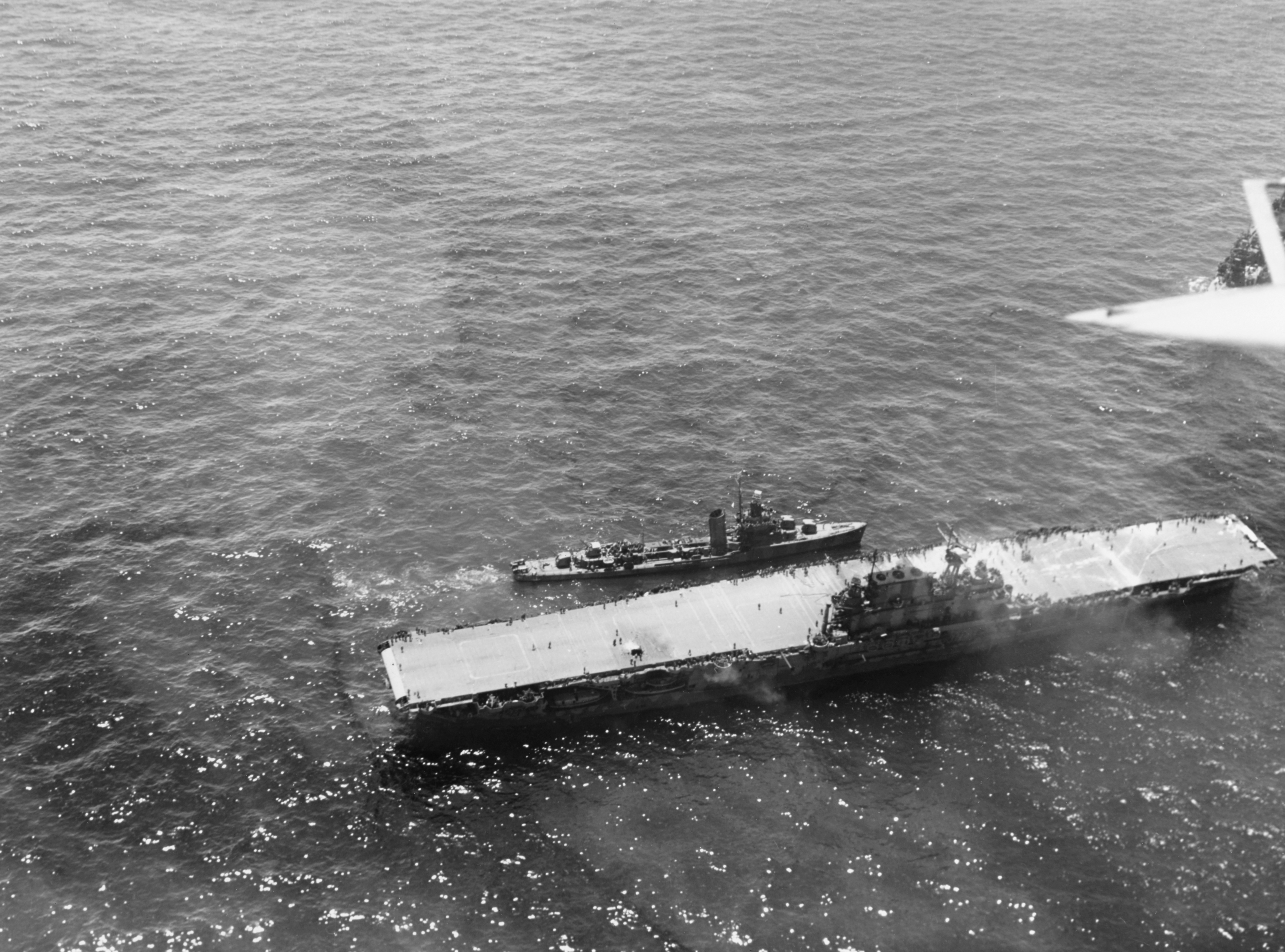
Il cacciatorpediniere Russel affianca la danneggiata Hornet per portare in salvo il suo equipaggio

Alle 13:00 la "forza avanzata" di Kondo e l'avanguardia di Abe mossero con decisione verso l'ultima posizione nota delle forze statunitensi, sperando di poterle ingaggiare in una battaglia di superficie; le danneggiate portaerei Zuiho e Shokaku, quest'ultima con l'ammiraglio Nagumo ancora a bordo, si ritirarono dalla battaglia lasciando al retroammiraglio Kakuji Kakuta il comando delle forze aeree sulla Zuikaku e sulla Junyo. Alle 13:06 la Junyo lanciò una seconda ondata d'attacco con sette aerosiluranti "Kate" e otto "Zero" di scorta, mentre dalla Zuikaku decollarono sette aerosiluranti "Kate", due bombardieri "Val" e cinque "Zero"; alle 15:35 la Junyo lanciò un'ulteriore piccola forza d'attacco, consistente in quattro bombardieri "Val" e sei "Zero".
Dopo aver risolto diversi problemi tecnici, l'incrociatore Northampton era riuscito finalmente a prendere a rimorchio l'immobile Hornet e a trascinarla fuori dall'area della battaglia a partire dalle 14:45, procedendo alla ridotta velocità di cinque nodi. L'equipaggio della Hornet era prossimo a rimettere in funzione le macchine della portaerei, ma alle 15:20 i primi aerei della Junyo arrivarono sulla scena e iniziarono i loro attacchi sul bersaglio quasi immobile; solo uno dei sette "Kate" attaccanti riuscì a colpire la nave, alle 15:23, causando però i danni fatali: l'impatto del siluro distrusse le riparazioni d'emergenza fatte al sistema propulsivo e causò un ingente allagamento che provocò uno sbandamento di 14° dello scafo. Senza energia per pompare fuori l'acqua la Hornet fu data per spacciata, e l'equipaggio iniziò ad abbandonare la nave; i velivoli della Zuikaku giunsero sulla scena proprio in questo momento, colpendo la portaerei con un'altra bomba. Tutto l'equipaggio della Hornet fu evacuato entro le 16:27, mentre l'ultima piccola ondata d'attacco della Junyo riuscì a piazzare una bomba su quello che era ormai un relitto immobile alle 17:20.
Informato che le forze di superficie giapponesi si stavano avvicinando e che ulteriori tentativi di prendere a rimorchio la Hornet erano impossibili, dal suo quartier generale di Nouméa l'ammiraglio Halsey ordinò alla task force di affondare il relitto della portaerei e di ritirarsi. Mentre il resto della unità statunitensi si ritirava verso sud-est per allontanarsi dai giapponesi, i cacciatorpediniere USS Mustin e USS Anderson colpirono il relitto della Hornet con diversi siluri e non meno di 400 colpi di cannone, ma la portaerei si rifiutò di affondare; con i giapponesi a meno di 20 minuti di distanza, i due cacciatorpediniere abbandonarono la scena alle 20:40. Le navi di Kondo e Abe localizzarono il relitto della Hornet alle 22:20, e i cacciatorpediniere Makigumo e Akigumo lo colpirono con una salva di quattro siluri; alle 01:35 del 27 ottobre la Hornet finalmente affondò. Con la flotta statunitense ormai lontana e una sempre più pressante carenza di carburante, le unità giapponesi rinunciarono a inseguire le navi di Kinkaid ormai lontane, in particolare dopo alcuni falliti attacchi alla Junyo nelle prime ore del 27 ottobre ad opera di idrovolanti Catalina muniti di radar; dopo essersi rifornite in mare a nord delle Salomone, le navi di Kondo rientrarono a Truk il 30 ottobre. Nel corso della ritirata statunitense alla volta della base di Espiritu Santo, la mattina del 27 ottobre la nave da battaglia South Dakota entrò in collisione con il cacciatorpediniere USS Mahan mentre tentava una manovra evasiva a seguito dell'avvistamento di un sommergibile giapponese: il Mahan subì gravi danni che lo posero fuori servizio fino al gennaio 1943.

## Conseguenze

### Le perdite

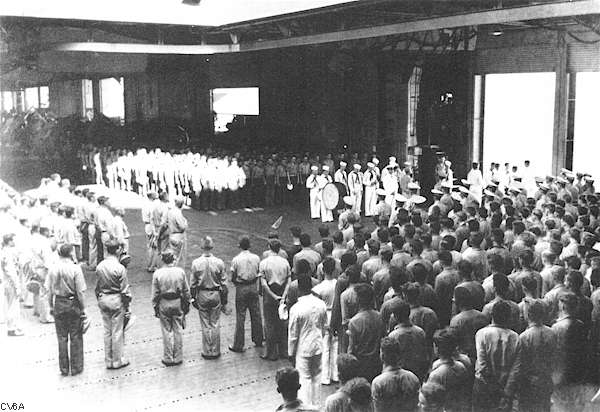
27 ottobre 1942: l'equipaggio della Enterprise riunito per una cerimonia di sepoltura in mare per i caduti della battaglia del giorno precedente

Nei giorni seguenti, entrambe le parti rivendicarono la vittoria nella battaglia. Gli statunitensi posero l'accento sul fatto che due portaerei giapponesi erano state colpite e neutralizzate, mentre nel suo rapporto finale Kinkaid incluse nel computo dei danni inflitti al nemico presunti centri registrati su una nave da battaglia, tre incrociatori pesanti, un incrociatore leggero e forse un quarto incrociatore pesante. I giapponesi, dal canto loro, asserirono di aver affondato tre portaerei statunitensi oltre a una nave da battaglia, un incrociatore, un cacciatorpediniere e un'altra grossa unità da guerra non identificata.
I danni inflitti al nemico erano stati largamente sovrastimati da parte di entrambi i contendenti. La flotta statunitense lamentò la perdita di una portaerei (la Hornet) e di un cacciatorpediniere (il Porter), oltre a danni più o meno gravi registrati dalla portaerei Enterprise, dalla nave da battaglia South Dakota, dall'incrociatore leggero San Juan e dai cacciatorpediniere Smith e Mahan. La perdita più grave era quella della Hornet, cosa che lasciava la danneggiata Enterprise come unica portaerei alleata ancora operativa nel Pacifico meridionale; la situazione era talmente critica che la Enterprise ricevette riparazioni d'emergenza nella Nuova Caledonia e, non ancora pienamente operativa, dopo appena due settimane fu subito rispedita al fronte nelle acque delle Salomone, giusto in tempo per giocare un ruolo importante nella vasta e decisiva battaglia navale di Guadalcanal il 12-15 novembre 1942.
Sebbene in definitiva la battaglia delle isole Santa Cruz fosse stata una vittoria tattica per la flotta giapponese in termini di navi affondate e danneggiate, ciò fu ottenuto a un prezzo alto per il Giappone. Dopo la battaglia la Junyo rimase l'unica portaerei pienamente operativa a disposizione dei giapponesi nelle acque di Guadalcanal, ritrovandosi a fronteggiare tanto la rediviva Enterprise quanto gli aerei a terra di base ad Henderson Field: la Zuikaku, benché intatta, dovette lasciare Truk per rientrare in Giappone a svolgere mansioni di addestramento dei nuovi piloti e di trasporto di aerei, tornando nel Pacifico meridionale solo nel febbraio 1943 per coprire la ritirata finale dei reparti giapponesi da Guadalcanal. Entrambe le portaerei danneggiate dovettero rientrare in patria per svolgere estesi lavori di riparazione: la Zuiho non tornò a Truk che nel tardo gennaio 1943, mentre la Shokaku rimase in cantiere fino al marzo 1943 e tornò al fronte solo nel luglio seguente. Anche la terza grande unità giapponese rimasta danneggiata nella battaglia, l'incrociatore pesante Chikuma, fu messa fuori uso per mesi, tornando operativa solo nel febbraio 1943; il cacciatorpediniere Teruzuki, raggiunto da schegge di bomba, fu velocemente riparato a Truk e tornò subito in azione.

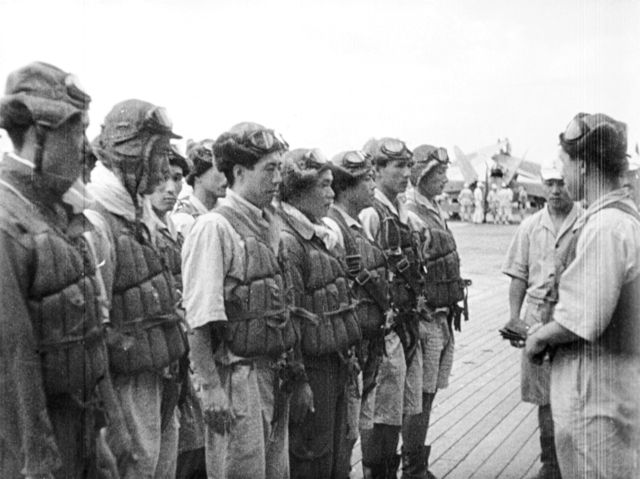
Aviatori a bordo di una portaerei giapponese durante la battaglia delle Santa Cruz

La perdita più significativa per la Marina giapponese fu tuttavia in fatto di equipaggi aerei. Gli statunitensi persero 81 dei 136 velivoli che disponevano all'inizio dello scontro, di cui 32 caccia Wildcat, 31 bombardieri Dauntless e 18 aerosiluranti Avenger; tuttavia, solo 22 membri di equipaggi di volo statunitensi persero la vita e altri quattro furono presi prigionieri dai giapponesi. Le vittime tra gli equipaggi delle navi comprendevano 118 morti sulla Hornet, 57 sullo Smith, 44 sulla Enterprise, 15 sul Porter, 3 sul San Juan, 2 sulla South Dakota e uno sul Mahan, portando a 266 le vittime statunitensi della battaglia. Di contro i giapponesi dovettero registrare perdite umane molto più pesanti che si aggirarono su un totale di morti tra i 400 e i 500, di cui 190 dell'equipaggio del Chikuma, 60 della Shokaku e sette del Teruzuki (non sono note le vittime registrate a bordo della Zuiho). Cosa anche più grave, i giapponesi subirono l'abbattimento di 97 dei 199 velivoli disponibili a inizio battaglia (di cui 27 caccia "Zero", 40 bombardieri "Val", 29 aerosiluranti "Kate" e un ricognitore Yokosuka D4Y) con la morte di 148 membri degli equipaggi di volo, tra cui due comandanti di gruppo, tre comandanti di squadriglia e diciotto comandanti di sezione; il 49% dei membri d'equipaggio di aerosiluranti giapponesi coinvolti nello scontro rimase ucciso, unitamente al 39% degli equipaggi di bombardieri e al 20% dei piloti di caccia.
I giapponesi persero alle Santa Cruz più aviatori di quanti ne avevano persi nelle tre precedenti grandi battaglie di portaerei della guerra: la battaglia del Mar dei Coralli (90 aviatori morti), la battaglia delle Midway (110 morti) e la battaglia delle Salomone Orientali (61 morti); dopo la battaglia delle Santa Cruz, 409 dei 765 aviatori navali d'élite che avevano preso parte all'attacco di Pearl Harbor all'inizio della guerra erano ormai caduti in azione. La perdita di così tanti veterani addestrati, unita al loro difficile rimpiazzo causato dalla capacità limitata istituzionalizzata dei programmi di addestramento e dall'assenza di una riserva già addestrata di piloti, causò il ritiro dalle operazioni nel Pacifico meridionale della pur intatta portaerei Zuikaku e impedì alla superstite Junyo di giocare un significativo ruolo offensivo durante l'ultima parte della campagna delle Salomone.

### Interpretazioni
L'ammiraglio Nagumo, che dopo la battaglia lasciò il comando della squadra portaerei della Marina nipponica per essere riassegnato a incarichi di comando a terra, riconobbe apertamente che lo scontro delle Santa Cruz non era stato un successo per i giapponesi: «[Questa] battaglia fu una vittoria tattica, ma un disastroso insuccesso strategico per il Giappone [...] Considerando la grande capacità industriale del nostro nemico, noi dovremmo vincere in maniera schiacciante ogni singola battaglia per poter vincere questa guerra. Quest'ultima battaglia, sebbene [sia] una vittoria, non è stata una vittoria schiacciante». In retrospettiva, sebbene sul campo fosse stata una vittoria per i giapponesi, la battaglia pose effettivamente fine a ogni speranza che la Marina imperiale avesse mai cullato circa la possibilità di ottenere la vittoria decisiva della guerra prima che l'apparato industriale statunitense ponesse tale obiettivo fuori dalla portata del Giappone. Secondo lo storico Eric Hammel «Santa Cruz fu una vittoria giapponese, [ma] questa vittoria costò al Giappone la sua migliore opportunità di vincere la guerra».
Lo storico militare John Prados offre invece una visione opposta, asserendo che Santa Cruz non fu una vittoria pirrica del Giappone, ma piuttosto un successo strategico per la Marina imperiale: «Con qualsiasi metro di misura ragionevole la battaglia delle Santa Cruz rappresenta una vittoria giapponese, una vittoria strategica. Al suo termine, la Marina imperiale possedeva l'unica forza portaerei pienamente operativa in tutto il Pacifico. I giapponesi avevano affondato molte più navi per molte più tonnellate, disponevano di più velivoli rimanenti ed erano fisicamente in possesso del campo di battaglia [...] Le argomentazioni basate sulle perdite degli aviatori o su chi fosse in possesso di Guadalcanal attengono a qualcos'altro - la campagna, non la battaglia». Nella visione di Prados, il punto centrale delle conseguenze della battaglia delle Santa Cruz fu che la Marina imperiale giapponese fallì nel capitalizzare la vittoria che aveva duramente ottenuto: implacabili azioni notturne portate avanti da cacciatorpediniere e incrociatori leggeri nello stretto della Nuova Georgia, con l'appoggio di incrociatori pesanti e navi da battaglia nelle acque attorno a Guadalcanal e di concerto con continui attacchi di sommergibili erano le scelte tattiche più ovvie per il Giappone per continuare a sfruttare il vantaggio acquisito a questo punto della campagna; eppure tutto ciò non poteva fare altro che ritardare l'avvento della schiacciante superiorità delle forze statunitensi, causata da una base industriale molto più ampia di quanto il Giappone potesse mai avere.